# Dag Hammarskjöldfonden
Dag Hammarskjöldfonden grundades 1962 och arbetar i Dag Hammarskjölds anda genom att utforska alternativ för att skapa en mer rättvis, hållbar och fredlig utveckling av världen. Fonden organiserar och genomför seminarier och konferenser med tonvikt på de sociala, politiska, kulturella och ekologiska frågor som utvecklingsländerna står inför. Resultaten av dessa seminarier sprids i publikationer som i många fall tillhandahålls gratis. Hammarskjöldfonden genomför självständigt sina program och är inte anslagsgivande. 
Under de år Hammarskjöldfonden verkat har mer än 220 seminarier organiserats och material från dessa utgivits i över 150 publikationer, bland dem tidskriften Development Dialogue. Dag Hammarskjöldfondens lokaler är belägna i den kulturhistoriskt välbekanta Geijersgården på Övre Slottsgatan i Uppsala. 